# 梅希约内斯县
梅希約內斯县（西班牙語：Provincia de Mejillones），是玻利維亞的县份，位於該國西部，屬於奧魯羅省的一部分，县府設於拉里韋拉，面積759平方公里，2001年人口1,130，人口密度每平方公里1.5人。